# Otog Qi
Otog Qi (chorągiew Otog; chiń. 鄂托克旗; pinyin: Ètuōkè Qí) – chorągiew w północnych Chinach, w regionie autonomicznym Mongolia Wewnętrzna, w prefekturze miejskiej Ordos. W 1999 roku liczyła 87 336 mieszkańców.